# Libellula auripennis
Die Libellula auripennis ist eine Libellen-Art der Gattung Libellula aus der Unterfamilie Libellulinae. Ihr Verbreitungsgebiet erstreckt sich über die USA und Zentralamerika.

## Merkmale

### Bau der Imago
Das Tier erreicht eine Länge von 45 bis 58 Millimetern, wobei 32 bis 40 Millimeter davon auf das Abdomen entfallen. Die Art ist damit relativ groß. Ihre Farbgebung wird durch die Farbe Rot dominiert.
Bei jungen Tieren ist das Gesicht braun und wird beim Männchen später rot. Der Thorax ist ebenfalls braun und weist seitlich zwei unsauber gezogene helle Streifen auf. Mit dem Alter färbt sich die Vorderseite des Thorax bei den Männchen in ein rostiges Rot.
Die Hinterflügel sind zwischen 35 und 45 Millimeter lang und das Pterostigma ist gelb, wird bei ausgewachsenen Männchen aber leuchtend rot. Die Costa, eine Längsader in der Flügeladerung, ist weiß. Die übrige Flügeladerung ist rötlich-orange. Die hinteren Tibien sind rötlich-braun.
Das Abdomen ist gelb mit einem schwarzen der Wirbelsäule folgenden Streifen, wird aber auch bei den Männchen mit dem Alter leuchtend rot.

### Bau der Larve
Die Larven besitzen zentral im Gesicht sitzende Augen und haben ein langes sich zum Ende hin verjüngendes Abdomen. Der Rand des unpaaren Vorderteils des Labium, das sogenannte Prämentum ist glatt.

## Wissenschaftliche Beschreibungen
Die Erstbeschreibung der Art erfolgte bereits unter ihrem heutigen Namen durch Burmeister im Jahr 1839 anhand eines Männchens aus Savannah. Drei Jahre später lieferte Rambur unter dem Namen Libellula costalis eine weitere Beschreibung. 1922 veröffentlichte Williamson unter Libellula jesseana die Beschreibung eines Männchens aus Florida.